# Thure Höglund (politiker)
Thure Karl Höglund, född 10 maj 1914 i Hamrånge församling, Gävleborgs län, död 28 maj 1987, var en svensk socialdemokratisk kommunalpolitiker.
Höglund, som var son till en pappersarbetare, blev ombudsman i Göteborgs arbetarekommun 1946, stadssekreterare i Göteborg 1955-1958 och sjukvårdsdirektör där 1958. Han invaldes i Göteborgs stadsfullmäktige 1951 och var dess ordförande 1963–64. Han ligger begravd på Östra kyrkogården i Göteborg.